# 勝俣伸
勝俣 伸（かつまた しん、1953年 - ）は、日本の実業家、富士屋ホテル株式会社代表取締役社長。公益社団法人日本ブライダル文化振興協会会長、一般財団法人箱根町観光協会理事長。

## 人物・経歴

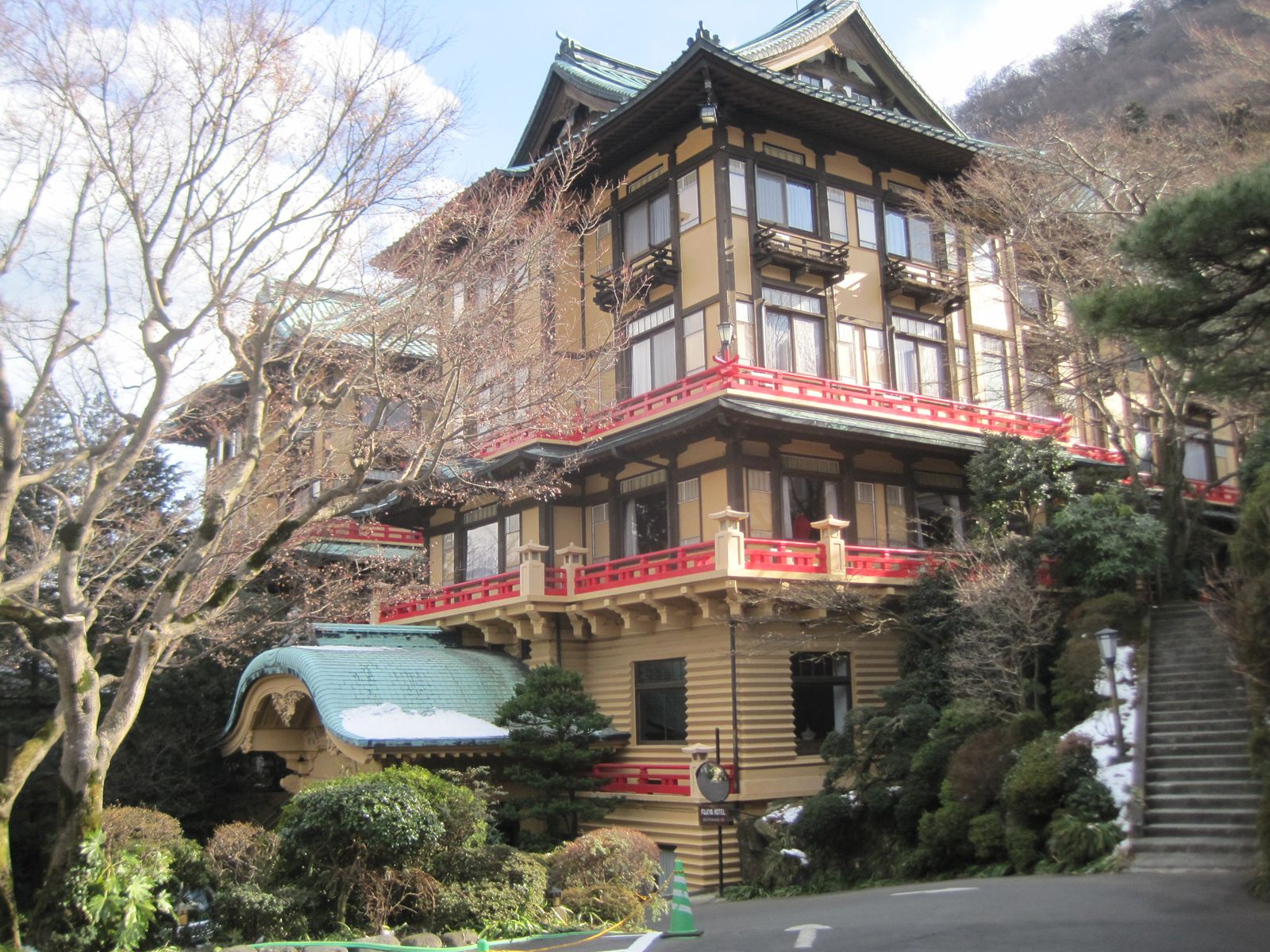
富士屋ホテル

1953年、神奈川県箱根町生まれ。1976年3月、立教大学社会学部観光学科卒業、富士屋ホテルに入社。1999年湯本富士屋ホテル支配人。2000年富士屋ホテル取締役、2002年同専務取締役、2003年同取締役副社長、2004年同代表取締役社長。2010年6月取締役会長。その後、再び代表取締役社長に就任。箱根・小田原ブライダル協議会会長。
2013年7月には、一般財団法人箱根町観光協会理事長に就任。